# Banyule
Banyule är en kommun i Australien. Den ligger i delstaten Victoria, omkring 14 kilometer nordost om delstatshuvudstaden Melbourne. Antalet invånare är 124 475.
Följande samhällen finns i Banyule:
- Bundoora
- Greensborough
- Montmorency
- Viewbank
- Heidelberg Heights
- Heidelberg
- Yallambie
- Watsonia North
- Lower Plenty
- Briar Hill
- Bellfield

Runt Banyule är det i huvudsak tätbebyggt. Runt Banyule är det mycket tätbefolkat, med 1 819 invånare per kvadratkilometer. Genomsnittlig årsnederbörd är 1 244 millimeter. Den regnigaste månaden är juli, med i genomsnitt 140 mm nederbörd, och den torraste är januari, med 49 mm nederbörd.